# تجااپیمو
تجااپیمو، یک شاهزاده، نایب‌السلطنه و فرمانده نظامی در دوران فرمانروایی دودمان سی‌ام مصر بود.

## زندگی
تجااپیمو به احتمال زیاد پسر فرعون نکتانبو یکم و بدین ترتیب برادر فرعون تئوس بوده‌است. اگرچه در برخی موارد از وی به عنوان برادر نکتانبو یکم و عموی تئوس نیز گزارش شده‌است. هنگامی که فرعون تئوس برای رهبری یک لشکرکشی نظامی علیه شاهنشاهی هخامنشی قصد عزیمت به خاور نزدیک را کرد، تجااپیمو را به عنوان نایب‌السلطنه خود منصوب نمود و خود مصر را ترک کرد.
در این هنگام تجااپیمو فرصت را غنیمت شمرده و از عدم محبوبیت فرعون تئوس در میان مردم که به علت تحمیل مالیات‌های سنگین برای تأمین مالی لشکرکشی‌های خود ایجاد شده بود استفاده کرد. او پسر خود به نام نختورهب را که به عنوان یک فرمانده درحال خدمت به فرعون تئوس بود را نیز متقاعد کرد که علیه فرعون خود شورش کند. نقشه او موفقیت‌آمیز بود و در نتیجه آن پسرش نختورهب خود را به عنوان نکتانبو دوم فرعون مصر خواند. تئوس نیز پس از خلع از سلطنت به دربار شوش گریخت و در نزد شاه بزرگ پناهنده شد.